# كيرك شولتز
كيرك شولتز (بالإنجليزية: Kirk Schulz)‏ هو مدرس أمريكي، ولد في 11 مايو 1963 في بورتسموث في الولايات المتحدة.